# Lingnan

De maximale omvang van Lingnan kwam ongeveer overeen met het oude koninkrijk Nanyue

Lingnan (vereenvoudigd Chinees: 岭南; traditioneel Chinees: 嶺南; pinyin: lǐng nán; Jyutping: ling5 naam4; Vietnamees: Lĩnh Nam), letterlijk "Ten zuiden van het Nan Ling-gebergte", is het gebied ten zuiden van het Nan Ling-gebergte. De regio omvat de moderne Chinese onderverdelingen Guangdong, Guangxi, Hainan, Hongkong en Macau, alsmede het moderne noorden- tot midden-Vietnam. Na de Song-dynastie werd Noord- en Midden Vietnam afgescheiden, en het begrip Lingnan sloot Vietnam geleidelijk uit.